# Бірама Туре
Бірама Туре (фр. Birama Touré, нар. 6 червня 1992, Каєс, Малі) — малійський футболіст, опорний півзахисник французького клубу «Осер» та національної збірної Малі.

## Ігрова кар'єра

### Клубна
Бірама Туре народився в Малі але займатися футболом він почав вже у Франції. Першим його клубом був клуб Національного чемпіонату «Бове». Сезон 2012/13 футболіст почав у клубі Ліги 2 «Нант», з яким вже у першому сезоні через перехідні ігри виборов право на підвищення і в серпні 2013 року Туре дебютував у Лізі 1.
Провівши в «Нанті» чотири сезони, влітку 2016 року Туре перейшов до бельгійського «Льєжа». Але закріпитися в Бельгії півзахисник не зумів, провівши лише три гри у складі «Стандарда» і тому змушений був повернутися до Франції. Спочатку у січні 2017 року в оренду в «Осер». А влітку перейшов до цього клуба вже як повноцінний гравець. Сезон 2021/22 став для Туре і «Осера» переможним.Команда посіла третє місце в Лізі 2 і через перехідний плей-офф піднялася до Ліги 1.

### Збірна
У березні 2014 року у товариському матчі проти команди Сенегалу Бірама Туре дебютував у складі національної збірної Малі.